# 唱詩班座位

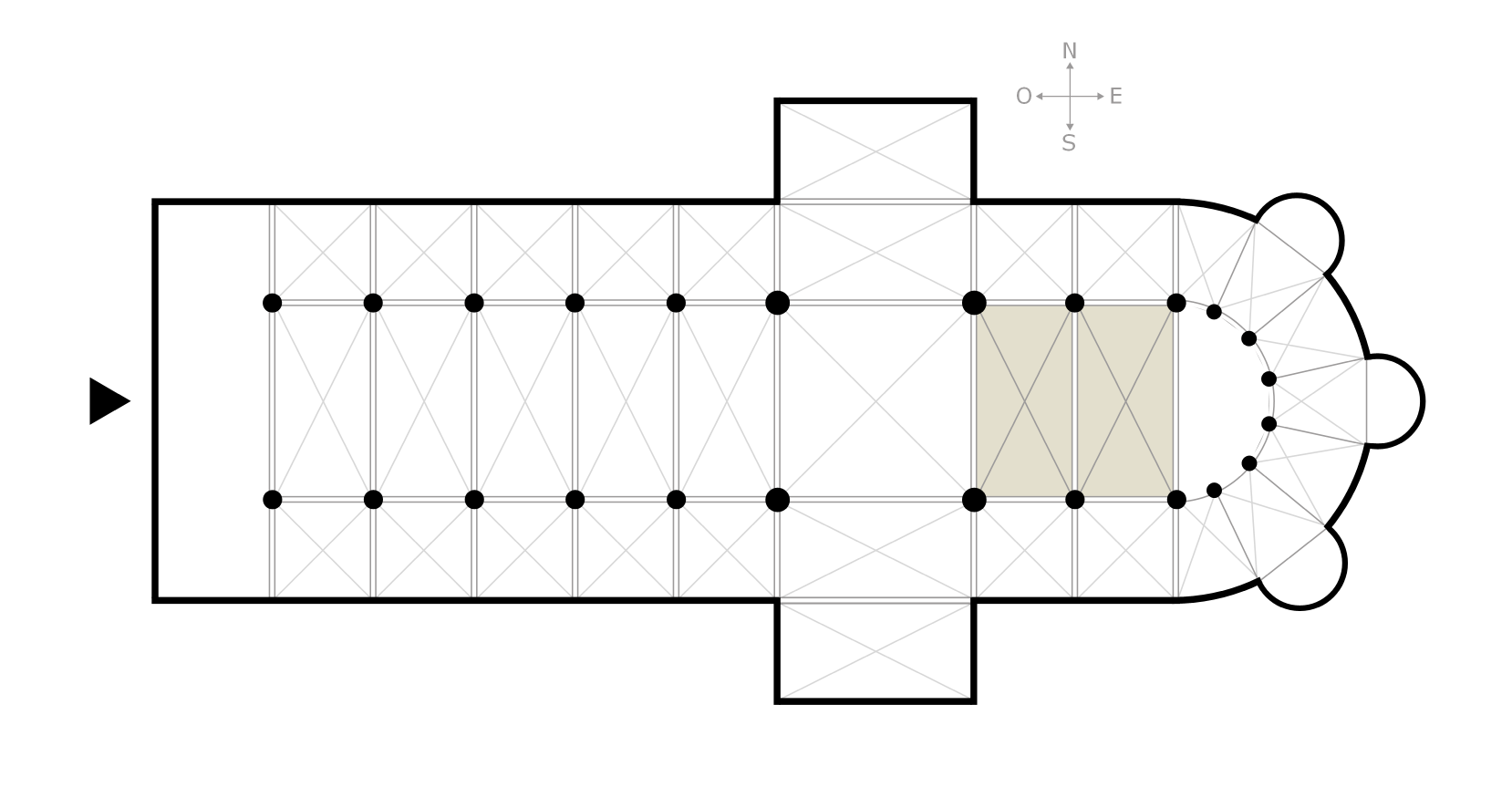
唱詩班座位位置

唱詩班座位又稱唱詩班座椅區，是教堂或主教座堂中為神职人员和教堂唱诗班預留的座位区域。它一般位于高坛的西面，在中殿和圣所之间。不過宗教改革后各基督教新教教派建造的教堂通常都没有唱诗班座椅區。